# Cao Kiệt
Cao Kiệt (chữ Hán: 高傑, ? – 1645), tên tự là Anh Ngô, người Mễ Chi, Thiểm Tây, đồng hương của Lý Tự Thành. Ông vốn là bộ tướng của Tự Thành, sau đó hàng Minh, trấn thủ Từ Châu – một trong Giang Bắc tứ trấn do Đông Các đại học sĩ Sử Khả Pháp đặt ra. Cao Kiệt nắm giữ lực lượng mạnh nhất trong các tướng lĩnh Nam Minh, có công phù lập Hoằng Quang đế, cậy thế mà hoành hành ghê gớm, gây ra nhiều tội ác với nhân dân. Đúng vào lúc được Sử Khả Pháp cảm hóa, muốn dốc sức vì đại nghiệp kháng Thanh, ông lại bị phản tướng Hứa Định Quốc ám hại.

## Đầu hiệu triều đình
Ban đầu Cao Kiệt đi theo Lý Tự Thành, tham gia khởi nghĩa. Tháng 8 nhuận năm Sùng Trinh thứ 7 (1634), tổng đốc Trần Kỳ Du sai tham tướng Hạ Nhân Long cứu Lũng Châu, Nhân Long sau đó bị nghĩa quân vây khốn trong thành Lũng Châu. Tự Thành lệnh cho Kiệt gởi thư hẹn Nhân Long ra hàng (Nhân Long cũng là người Mễ Chi), ông ta không trả lời. Sứ giả trở về, gặp Kiệt trước rồi mới gặp Tự Thành. Nghĩa quân vây thành 2 tháng không hạ được, Tự Thành nghi ngờ Kiệt, sai bộ tướng khác thay thế, Kiệt quay về giữ doanh trại. Vợ Tự Thành là Hình thị nhiều mưu trí, cai quản quân tư, phân phối lương thực, binh khí mỗi ngày. Kiệt đi qua doanh trại của bà ta, phải khớp thẻ xác nhận. Hình thị vừa lòng với tướng mạo của ông, cùng nhau tư thông, sợ bị Tự Thành phát giác, tìm cách quy hàng triều đình.
Tháng 8 năm sau, ông trộm lấy Hình thị về hàng triều đình. Hồng Thừa Trù giao cho Nhân Long, sai hiệp đồng với du kích Tôn Thủ Pháp (cũng là hàng tướng) đánh phá nghĩa quân. Kiệt chấp nhận lập công để làm tin, từ đây ở dưới trướng của Nhân Long.

## Đánh dẹp khởi nghĩa
Năm thứ 13 (1640), Trương Hiến Trung thua trận ở núi Mã Não, trốn đi giao giới Hưng, Quy, Kiệt theo Nhân Long cùng phó tướng Lý Quốc Kỳ đánh cho ông ta đại bại ở Diêm Tỉnh.
Năm thứ 15 (1642), Thiểm Tây tổng đốc Tôn Truyện Đình làm tội Nhân Long, mệnh cho Kiệt được thực thụ Du kích. Tháng 10, Truyện Đình đến Nam Dương, Tự Thành và La Nhữ Tài tây tiến kháng cự. Truyện Đình lấy Kiệt và Lỗ Mỗ làm tiên phong, gặp địch ở Trủng Đầu, đại chiến đánh bại nghĩa quân, đuổi theo 60 dặm. Nhữ Tài thấy Tự Thành thua nên đến cứu, quấy nhiễu phía sau quan quân. Hậu quân Tả Nhương Vọng thấy nghĩa quân, sợ hãi chạy trước, toàn quân đều chạy, nên tan rã, ông mất hết bộ hạ.
Năm thứ 16 (1643), Kiệt được tiến Phó tổng binh, cùng tổng binh Bạch Quảng Ân (cũng là hàng tướng) làm tiên phong. Quảng Ân đến Ngao, tố cáo ông không nghe lệnh, mà Kiệt ngày càng hung bạo. Triều đình cho rằng ông vốn là nanh vuốt của Tự Thành, nên mệnh cho đi theo Truyện Đình đánh dẹp. Tháng 9, Kiệt theo Truyện Đình hạ Bảo Phong, rồi đi huyện Giáp. Khi ấy quan quân thừa thắng vào sâu, hết lương thực. Hàng tướng Lý Tế Ngộ thông báo cho nghĩa quân, Tự Thành soái tinh kỵ rầm rộ kéo đến. Truyện Đình hỏi kế các tướng, Kiệt xin đánh, Quảng Ân nói không thể. Truyện Đình cho rằng Quảng Ân sợ giặc, Quảng Ân không hài lòng, đưa quân bản bộ bỏ đi. Quan quân đón đánh, rơi vào ổ mai phục. Kiệt lên chỗ cao mà trông, nói: "Không giữ nổi đâu!" rồi xua quân lui chạy. Quan quân cũng tan rã, chết đến mấy vạn. Quảng Ân chạy đi Nhữ Châu không cứu, Kiệt bèn theo Truyện Đình chạy đi Hà Bắc. Bọn họ từ Sơn Tây vượt Hoàng Hà, chuyển vào Đồng Quan, Quảng Ân đã đến trước. Tháng 11, Tự Thành đánh Quan, Quảng Ân ra sức chiến đấu. Bởi Kiệt oán Quảng Ân không cứu mình ở Bảo Phong, không chịu cứu. Quảng Ân thua trận, Quan bị phá, Truyện Đình bị giết. Tự Thành phá Tây An, chiếm cứ nơi ấy. Kiệt chạy đi Duyên An ở phía bắc, Lý Quá đuổi theo. Kiệt chạy đi Nghi Xuyên ở phía đông, Hoàng Hà vừa đóng băng, bèn vượt sông, chiếm lấy Bồ Tân. Nghĩa quân đuổi đến thì băng đã tan, đành thôi.
Năm thứ 17 (1644), Kiệt được tiến hàm Tổng binh. Sùng Trinh đế lệnh cho Tổng đốc Lý Hóa Hi soái Kiệt đi cứu Sơn Tây, mà Bồ Châu, Bình Dương mất đã lâu, nên ông lui về Trạch Châu, ven đường cướp bóc, nghĩa quân nhân đó áp sát Thái Nguyên.

## Phục vụ Nam Minh
Kinh sư bị hãm, Kiệt chạy về nam , Hoằng Quang đế phong Kiệt làm Hưng Bình bá, liệt vào Tứ trấn , lĩnh Dương Châu, trú ở ngoài thành. Kiệt vốn muốn vào thành , dân Dương Châu sợ không cho vào. Kiệt đánh thành rất gấp, ngày ngày bắt hiếp phụ nữ các thôn lân cận, dân càng thêm ghét. Tri phủ Mã Minh Lục, thôi quan Thang Lai Hạ kiên thủ hơn tháng. Ông biết không đánh nổi, có ý nhác. Các bộ Sử Khả Pháp bàn lấy Qua Châu cho Kiệt, ông bèn dừng việc đánh thành. Tháng 9, triều đình Nam Minh mệnh cho Kiệt dời đi Từ Châu, lấy Tả trung doãn Vệ Dận Văn kiêm chức Binh khoa Cấp sự trung giám sát quân đội của ông đánh dẹp phía tây. Thủ lĩnh nghĩa quân Từ Châu là Trình Kế Khổng bị bắt đến kinh sư, nhân lúc Lý Tự Thành phá thành mà trốn về, tháng 12, Kiệt bắt chém ông ta. Được gia Thái tử thiếu phó, một con trai được ấm chức, thế tập Cẩm y thiêm sự.
Ban đầu, Kiệt phục binh muốn giết Hoàng Đắc Công ở Thổ Kiều, Đắc Công dũng mãnh nên chạy thoát, hai trấn sinh ra cừu oán. Khi ông đòi lấy Dương Châu, Sử Khả Pháp càng thêm khó xử. Đến nay, Kiệt cảm động trước tấm lòng trung kiên của Khả Pháp, cùng mưu tính khôi phục giang sơn . Khả Pháp bàn rằng điều 2 trấn Đắc Công và Lưu Trạch Thanh đi Bi, Túc phòng ngự Hoàng Hà, Kiệt tự đề nghị đưa quân thẳng đến Quy, Khai, vừa nhìn đến Uyển, Lạc, Kinh, Tương, dùng làm căn bản. Ông bèn dâng sớ, lời lẽ thẳng thắn, khẳng định sẽ không tranh chấp với Đắc Công, nhưng Đắc Công rốt cục vẫn không chịu hợp tác; còn Trạch Thanh ngày càng xằng bậy khó làm nên việc gì, Khả Pháp bất đắc dĩ điều Lưu Lương Tá đến Từ Châu giúp Kiệt.

## Cái chết
Tháng giêng năm Hoằng Quang đầu tiên (1645), Kiệt đến Quy Đức. Tổng binh Hứa Định Quốc đang giữ Tuy Châu, có người nói ông ta đã đưa con sang sông làm con tin ở chỗ quân Thanh. Kiệt vời Định Quốc đến gặp, ông ta không nhận lời. Ông yêu cầu tuần phủ Việt Kỳ Kiệt, tuần án Trần Tiềm Phu cùng đi Tuy Châu, Định Quốc buộc phải ra đón. Kỳ Kiệt khuyên Kiệt chớ vào thành, ông xem thường Định Quốc, không nghe. Ngày 11, Định Quốc mời rượu Kiệt. Ông cứ uống mãi, còn Định Quốc đã đến giờ hẹn đưa con đến chỗ quân Thanh. Ông ta đâm ra vừa ngờ vừa sợ, trong đêm cho nổ pháo, phục binh nổi dậy. Bọn Kỳ Kiệt chạy thoát, Kiệt say nằm trong trướng chưa ngóc đầu lên, bị kéo đến chỗ Định Quốc mà giết đi .
Trước đó, Kiệt cho rằng Định Quốc sắp rời Tuy Châu, nên phát hết binh đi thú ở Khai Phong, chỉ giữ lại vài chục tên lính. Định Quốc vờ cung thuận, chọn nhiều kỹ nữ đến hầu Kiệt, mỗi tên lính đều được ngủ cùng 2 kỹ nữ. Bọn lính say mềm, nghe tiếng pháo muốn ngồi dậy, nhưng bọn kỹ nữ giữ chặt tay nên không thoát chết. Ngày hôm sau, bộ hạ của Kiệt đến đánh thành, già trẻ đều bị hại, Định Quốc trốn thoát, đầu hàng quân Thanh.

## Đánh giá
Kiệt tính tình dâm đãng độc ác . Nhưng Kiệt có chí tiến thủ rất mạnh mẽ, nên nhiều người thương tiếc.
Từ đầu triều đình Nam Minh cho các trấn cùng nghe chính sự, nên Kiệt mấy lần dâng sớ cứu những kẻ đầu hàng nghĩa quân, xin tha Vũ Tố khỏi ngục, không được chấp nhận. Ông còn dâng sớ tiến cử bọn Ngô Sân, Trịnh Tam Tuấn, Kim Quang Thần, Khương Thải, Hùng Khai Nguyên, Kim Thanh, Thẩm Chánh Tông... Đại khái, Kiệt hành xử theo lối bọn võ tướng đắc ý trong thời loạn.
Kiệt chết, được tặng Thái tử thái bảo, lấy con trai là Nguyên Tước tập tước Hưng Bình bá, Sử Khả Pháp mệnh cho anh ta bái Đề đốc Giang Bắc binh mã lương hướng thái giám Cao Khởi Tiềm làm cha nuôi.